# Форначе Фазани (Варезе)
Форначе Фазани је насеље у Италији у округу Варезе, региону Ломбардија.
Према процени из 2011. у насељу је живело 17 становника. Насеље се налази на надморској висини од 220 м.